# The Very Best of Jimmy Somerville, Bronski Beat and The Communards
The Very Best of Jimmy Somerville, Bronski Beat and The Communards – szósty, tym razem dwupłytowy, album w solowej karierze Jimmy'ego Somerville'a (ex Bronski Beat, ex The Communards), będący przypomnieniem starych przebojów obydwu zespołów Somerville'a. Druga płyta zawiera remixy i specjalne, przearanżowane i przedłużone wersje wybranych hitów.

## Lista utworów
Dysk 1
1. Smalltown Boy (05:00)
2. Don't Leave Me This Way (04:32)
3. Ain't Necessarily So (04:06)
4. Never Can Say Goodbye (04:27)
5. You Are My World (04:30)
6. There's More to Love (Than Boy Meets Girl) (03:50)
7. Why? (03:58)
8. You Make Me Feel (Mighty Real) (03:57)
9. Read My Lips (Enough Is Enough) (04:48)
10. Hurt So Good (03:52)
11. Comment Te Dire Adieu (03:37)
12. To Love Somebody (04:16)
13. For a Friend (04:37)
14. I Feel Love/Johnny Remember Me (05:48)
15. So Cold the Night (04:41)
16. Tomorrow (04:48)
17. Disenchanted (04:11)

Dysk 2
1. Smalltown Boy (wersja 12 min.)
2. You Are My World (wersja 12 min.)
3. Don't Leave Me This Way (Gotham City Mix)
4. There's More to Love (Than Boy Meets Girl) (12 min. remix)
5. Why? (wersja 12 min.)
6. Tomorrow (przedłużony 12 min. remix)
7. Comment Te Dire Adieu (12 min. remix)
8. Disenchanted (12 min. remix)
9. You Make Me Feel (Mighty Real) (William Orbit Remix)
10. Never Can Say Goodbye (Shep Pettibone, przedłużony remix)